# 任璜
任璜（1507年—？年），字伯玉，陝西西安府臨潼縣人，民籍，明朝政治人物。

## 生平
辛卯陕西乡试第三十二名举人，嘉靖二十三年（1544年）甲辰科會試第一百七十名，三甲十三名進士。初授成都府推官，二十七年十一月行取吏科給事中。以母老乞归养，卒

## 家族
曾祖任信，祖任昶，父任動陽，母賈氏。慈侍下。